# 6835 Molfino
6835 Molfino eller 1994 HT1 är en asteroid i huvudbältet som upptäcktes den 30 april 1994 av Santa Lucia Stroncone-observatoriet i Stroncone. Den är uppkallad efter italienaren Alberto Molfino.
Asteroiden har en diameter på ungefär 4 kilometer och den tillhör asteroidgruppen Astraea.